# 洛里·罗宾逊
洛里·珍·罗宾逊 （英語：Lori Jean Robinson），是退役美国空军上将。罗宾逊上将曾担任美国太平洋空军司令，兼美国太平洋司令部空军机能司令，兼太平洋空军作战执行主任/美国空军空战司令部副司令、美国中央空军副司令，空军立法联络主任等职，于2014年10月晋升上将，于2016年5月担任现职。罗宾逊上将是一名空管员，在预警机上执行任务超过900飞行小时，是美国空军历史上第二位女性上将，也是第一位担任战斗部队司令的女性上将。2018年6月7日，罗宾逊退役，結束了37年的空軍軍旅生涯。

## 履历表
| 序号 | 起始       | 终止       | 军衔 | 职务                                                                                             | 服役地点                       |
| ---- | ---------- | ---------- | ---- | ------------------------------------------------------------------------------------------------ | ------------------------------ |
| 1    | 1982年1月  | 1982年6月  |      | 基础航空武器控制学校，学习                                                                       | 佛罗里达州，廷德尔空军基地     |
| 2    | 1982年6月  | 1983年1月  |      | 航空武器管制官                                                                                   | 佛罗里达州，豪姆斯泰德空军基地 |
| 3    | 1983年1月  | 1985年1月  |      | 第81靶场控制中队，教练航空武器控制员，实弹高级指导员                                             | 佛罗里达州，廷德尔空军基地     |
| 4    | 1985年1月  | 1986年2月  |      | 第848空管与武器中队，训练科长、标准化评估科长                                                    | 菲律宾，华莱士空军站           |
| 5    | 1986年2月  | 1986年9月  |      | 空军战斗机武器学校，航空武器管理处，航空武器管制官                                               | 内布拉斯加州，内利斯空军基地   |
| 6    | 1986年9月  | 1986年12月 |      | 空军战斗机武器学校，学員                                                                         | 内布拉斯加州，内利斯空军基地   |
| 7    | 1986年12月 | 1989年10月 |      | 空军战斗机武器学校，航空武器管理处，教员、课程管理员                                             | 内布拉斯加州，内利斯空军基地   |
| 8    | 1989年10月 | 1992年8月  |      | 美国太平洋空军总部，当前作战科长、指令情报参谋                                                   | 夏威夷，珍珠港-希卡姆联合基地  |
| 9    | 1992年8月  | 1993年5月  |      | 第552空管联队，航空武器管制官                                                                    | 俄克拉荷马州，廷克空军基地     |
| 10   | 1993年6月  | 1994年6月  |      | 第965空降预警与控制中队，武器战术科，科长                                                        | 俄克拉荷马州，廷克空军基地     |
| 11   | 1994年7月  | 1995年6月  |      | 海军指挥参谋学院，学員                                                                           | 罗得岛州                       |
| 12   | 1995年6月  | 1995年9月  |      | 三軍参谋学院，学員                                                                               | 弗吉尼亚州，诺福克             |
| 13   | 1995年9月  | 1997年9月  |      | 国防信息系统局，副参谋长办公室，指挥控制通信参谋，局长行政助理                                   | 弗吉尼亚州，阿林顿             |
| 14   | 1997年9月  | 1998年6月  |      | 空军战斗机武器学校，任务组指挥官课程，学员                                                       | 内布拉斯加州，内利斯空军基地   |
| 15   | 1998年7月  | 2000年2月  |      | 空军战斗机武器学校，指挥控制业务处，处长                                                         | 内布拉斯加州，内利斯空军基地   |
| 16   | 2000年2月  | 2001年7月  |      | 美国空军空战司令部，司令官行政参谋                                                               | 弗尼吉亚州，兰利空军基地       |
| 17   | 2001年7月  | 2002年6月  |      | 布鲁金斯研究院，空军研究员                                                                       | 华盛顿特区                     |
| 18   | 2002年6月  | 2004年8月  |      | 第552空管联队，作战大队，大队长（期间，2003年3月至5月，作为第405空军远征联队副联队长前往西南亚） | 俄克拉荷马州，廷克空军基地     |
| 19   | 2004年8月  | 2005年8月  |      | 第17训练联队，联队长                                                                             | 德克萨斯州，古德费洛空军基地   |
| 20   | 2005年8月  | 2006年9月  |      | 空军部长和参谋长行政措施组，主任                                                                 | 华盛顿特区                     |
| 21   | 2006年9月  | 2007年5月  |      | 美国空军部长办公室，众议院立法联络主任                                                           | 华盛顿特区                     |
| 22   | 2007年5月  | 2008年8月  |      | 第552空管联队，联队长                                                                            | 俄克拉荷马州，廷克空军基地     |
| 23   | 2008年9月  | 2010年10月 |      | 联合参谋部，部队结构资源评估部，部队应用支援副总监                                               | 华盛顿特区，五角大楼           |
| 24   | 2010年10月 | 2012年6月  |      | 美国空军部长办公室，立法联络主任                                                                 | 华盛顿特区                     |
| 25   | 2012年6月  | 2013年4月  |      | 美国中央空军，副司令                                                                             | 西南亚                         |
| 26   | 2013年5月  | 2014年10月 |      | 空战司令部，副司令                                                                               | 弗吉尼亚州，兰利空军基地       |
| 27   | 2014年10月 | 2016年5月  |      | 美国太平洋空军，司令                                                                             | 夏威夷，珍珠港-希卡姆联合基地  |
| 28   | 2016年5月  | 2018年5月  |      | 美国北方司令部，司令                                                                             | 科羅拉多州，彼得森空軍基地     |